# 温州路
温州路，元朝时设置的路。
至元十三年（1276年）改瑞安府置，治所在永嘉县（今浙江省温州市）。属江浙等处行中书省。辖境同温州。领录事司、二县（永嘉县、乐清县）、二州（瑞安州、平阳州）。明朝洪武元年（1368年）改为温州府。